# Godspell
Godspell es un musical con canciones de Stephen Schwartz y libreto de John-Michael Tebelak. Basada principalmente en el Evangelio de San Mateo y en sus parábolas, la obra presenta una estructura narrativa en forma de sketches que se intercalan con composiciones escritas a partir de antiguos himnos episcopales. La tolerancia y el respeto al diferente, la necesidad de construir redes de apoyo comunitario o la esperanza en un futuro mejor son algunos de los valores que promueve el espectáculo, planteando un acercamiento a las doctrinas del cristianismo desde una óptica laica y desenfadada. La partitura de Schwartz abarca un rango muy ecléctico de géneros musicales e incluye temas tan conocidos como «Day by Day», que en su momento alcanzó el 13.º puesto en el Billboard Hot 100.
Tras gestarse como un proyecto estudiantil de la Carnegie Mellon University y después de una primera etapa experimental en el East Village neoyorquino, Godspell se estrenó en 1971 en el Cherry Lane Theatre del Off-Broadway y rápidamente se convirtió en un éxito de público. Desde entonces ha podido verse en numerosas ocasiones a lo largo de todo el mundo, destacando dos montajes en el circuito comercial de Broadway en 1976 y 2011. Además, debido a su reparto reducido, también suele ser una opción habitual para grupos de teatro no profesionales y compañías escolares. En 1973 fue llevado a la gran pantalla bajo la dirección de David Greene.

## Producciones

### Estados Unidos
John-Michael Tebelak concibió Godspell como su proyecto de fin de carrera en la Carnegie Mellon University. Una primera aproximación con música de Duane Bolick fue representada por los propios estudiantes del departamento de teatro de la universidad en diciembre de 1970. La buena respuesta en Pittsburgh animó a Tebelak a probar suerte en el Café La Mama, un local de la escena alternativa de Nueva York que acogió el espectáculo durante quince días entre febrero y marzo de 1971. Fue allí donde llamó la atención de los productores Edgar Lansbury, Stuart Duncan y Joseph Beruh, quienes vieron el potencial de la obra para dar el salto al Off-Broadway, no sin antes contactar con Stephen Schwartz y encargarle una nueva partitura. Schwartz compuso las canciones en apenas cinco semanas e incorporó una gran variedad de estilos musicales. Tan solo el tema «By My Side», que había sido escrito por Peggy Gordon y Jay Hamburger de cara al estreno en La Mama, se mantuvo.
La versión revisada de Godspell debutó el 17 de mayo de 1971 en el Cherry Lane Theatre del Off-Broadway y rápidamente se convirtió en un éxito de público. El 24 de agosto de ese mismo año el montaje fue transferido al Promenade Theatre, también en el Off-Broadway, y allí permaneció en cartel hasta el 13 de junio de 1976. Paralelamente a las representaciones en Nueva York, numerosas puestas en escena comenzaron a proliferar en ciudades estadounidenses como Boston, Washington D. C., San Francisco o Chicago, así como de gira por todo el país.
El siguiente paso fue el estreno en Broadway, donde el espectáculo tuvo tres hogares diferentes: el Broadhurst Theatre entre el 22 de junio y el 13 de septiembre de 1976, el Plymouth Theatre entre el 15 de septiembre de 1976 y el 9 de enero de 1977, y el Ambassador Theatre entre el 12 de enero y el 4 de septiembre de 1977. Para entonces Godspell ya era un fenómeno internacional con multitud de producciones a ambos lados del Atlántico.
Tras varios años de ausencia de las marquesinas de Broadway, un montaje dirigido por Daniel Goldstein se representó entre el 7 de noviembre de 2011 y el 24 de junio de 2012 en el Circle in the Square Theatre. Esta actualización de la obra, que introdujo nuevos arreglos musicales de Michael Holland, se caracterizó por el empleo de numerosas referencias contemporáneas.

### Reino Unido
A Londres llegó apenas unos meses después de su debut en Estados Unidos, avalado por la buena acogida por parte del público neoyorquino. Las primeras representaciones tuvieron lugar entre el 11 de noviembre de 1971 y el 22 de enero de 1972 en la Roundhouse, un antiguo depósito ferroviario ubicado en el distrito de Chalk Farm, y de ahí el espectáculo dio el salto al Wyndham's Theatre del West End, donde se instaló entre el 26 de enero de 1972 y el 12 de octubre de 1974. Desde entonces, Godspell ha regresado a la capital inglesa en múltiples ocasiones, tanto dentro como fuera del circuito del West End.

### España
La primera puesta en escena española se estrenó el 2 de octubre de 1974 en el Teatro Marquina de Madrid, producida por Manuel Collado y protagonizada por Juan Ribó, Nicolás Dueñas, Nené Morales, Pilar Barrera, Maribel Lázaro, Carlos García, Carlos Piñeiro, Mara Goyanes, Inma de Sanz y Pep Munné. El propio John-Michael Tebelak fue el director de este montaje que contó con coreografía de Dick Stephens, diseño de escenografía y vestuario de Antonio Cortés, diseño de iluminación de José Luis Rodríguez, dirección musical de Johnny Galvao, traducción del libreto de José Luis Martín Descalzo y adaptación de las canciones de José María Pemán. El excelente recibimiento en la capital propició una amplia gira por España, llegando a coincidir hasta tres compañías distintas representando simultáneamente la obra en algunos momentos. Entre los muchos intérpretes que pasaron por el reparto podemos encontrar a nombres como Fernando Conde, Rita Irasema, Isabel Mestres, Carme Sansa o Josema Yuste.
Una nueva producción de Antonio Banderas y Emilio Aragón pudo verse entre el 3 de noviembre de 2022 y el 8 de enero de 2023 en el Teatro del Soho de Málaga, con Pepe Nufrio, Víctor Ullate Roche, Nuria Pérez, Noemí Gallego, Angy Fernández, Raúl Ortiz, Andro Crespo, Laia Prats, Roko y Aaron Cobos al frente del elenco. Este revival, que situaba la acción en el contexto de nuestros días, reunió a un equipo creativo formado por Emilio Aragón en la dirección, Carmelo Segura en la coreografía, Sebastià Brosa en el diseño de escenografía, Gabriela Salaverri en el diseño de vestuario, Juanjo Llorens en el diseño de iluminación y Benito Gil en el diseño de sonido. La dirección musical recayó en el propio Emilio Aragón, mientras que la adaptación al castellano llevó la firma de Roser Batalla. Posteriormente esta misma versión se embarcó en un tour nacional que dio comienzo el 18 de septiembre de 2024 en el Teatre Poliorama de Barcelona y finalizó el 6 de abril de 2025 en el CAEM de Salamanca, con algunos cambios en el reparto, incluyendo a Adrián Salzedo, Alberto Ladrón de Guevara, Nuria Sánchez, Lucía Ambrosini, Juls Sosa, Erika Bleda e Iván Amigo.

### Otras producciones
Godspell se ha representado en países como Alemania, Australia, Brasil, Canadá, Corea del Sur, Dinamarca, España, Estados Unidos, Filipinas, Francia, Hungría, Irán, Kenia, México, Noruega, Países Bajos, Paraguay, Perú, Portugal, Reino Unido, Sudáfrica, Suecia o Uruguay, y ha sido traducido a multitud de idiomas.
La première mundial en español tuvo lugar en 1973 en el Teatro Alianza de Montevideo, bajo la dirección de Elena Zuasti. Enrique Mrak y Antonio Baldomir protagonizaron este montaje que contó con el acompañamiento musical de la banda Días de Blues.
México ha conocido diferentes versiones a lo largo de los años, como la que llevaron a escena en 2014 los productores Guillermo Wiechers y Juan Torres después de haber participado en el revival de Broadway de 2011. El elenco en esta ocasión estuvo liderado por José Ron y Alex Sirvent.
En República Dominicana, se han realizado dos producciones: Una en el año 2012, protagonizada por Juan Luis Espinal y Vladimir Rodríguez, acompañados por Claudia González y Alejandro Espino; otra en el 2018, protagonizada por Javier Grullón, y repitiendo sus roles Vladimir Rodríguez, Claudia González y Alejandro Espino. 

## Adaptación cinematográfica
En 1973, Godspell fue adaptado a la gran pantalla por el director David Greene, quien además se encargó de escribir el guion junto a John-Michael Tebelak. Rodada en localizaciones reales de la ciudad de Nueva York, la película introdujo algunas modificaciones respecto a su predecesor teatral, incluyendo un tema inédito titulado «Beautiful City». Para el reparto se recurrió a varios miembros de la compañía original del Off-Broadway junto a caras nuevas como Victor Garber.

## Números musicales
| Acto I - «Tower of Babble» - «Prepare Ye the Way of the Lord» - «Save the People» - «Day by Day» - «Learn Your Lessons Well» - «Bless the Lord» - «All for the Best» - «All Good Gifts» - «Light of the World» | Act II - «Learn Your Lessons Well (Reprise)» (a) - «Turn Back, O Man» - «Alas for You» - «By My Side» (b) - «We Beseech Thee» - «Beautiful City» (c) - «On the Willows» - «Finale» |

(a) Omitido en algunas producciones.
(b) Música de Peggy Gordon y letra de Jay Hamburger.
(c) Escrito para la adaptación cinematográfica de 1973 y utilizado en la mayoría de las producciones actuales.

## Repartos originales
| Personaje *               | Off-Broadway (1971) | Londres (1971)      | España (1974)  | Broadway (1976)   | Broadway (2011)           | España (2022)       |
| Jesús                     | Stephen Nathan      | David Essex         | Juan Ribó      | Don Scardino      | Hunter Parrish            | Pepe Nufrio         |
| Juan Bautista / Judas     | David Haskell       | Jeremy Irons        | Nicolás Dueñas | Tom Rolfing       | Wallace Smith             | Víctor Ullate Roche |
| «Day by Day»              | Robin Lamont        | Julie Covington     | Nené Morales   | Robin Lamont      | Anna Maria Perez de Tagle | Nuria Pérez         |
| «Learn Your Lessons Well» | Gilmer McCormick    | Verity-Anne Meldrum | Pilar Barrera  | Marley Sims       | Celisse Henderson         | Noemí Gallego       |
| «Bless the Lord»          | Joanne Jonas        | Marti Webb          | Maribel Lázaro | Valerie Williams  | Lindsay Mendez            | Angy Fernández      |
| «All Good Gifts»          | Lamar Alford        | Tom Saffery         | Carlos García  | Lamar Alford      | Telly Leung               | Raúl Ortiz          |
| «Light of the World»      | Herb Braha          | Deryk Parkin        | Carlos Piñeiro | Laurie Faso       | George Salazar            | Andro Crespo        |
| «Turn Back, O Man»        | Sonia Manzano       | Gay Soper           | Mara Goyanes   | Lois Foraker      | Morgan James              | Laia Prats          |
| «By My Side»              | Peggy Gordon        | Jacquie-Ann Carr    | Inma de Sanz   | Elizabeth Lathram | Uzo Aduba                 | Roko                |
| «We Beseech Thee»         | Jeffrey Mylett      | Neil Fitzwiliam     | Pep Munné      | Bobby Lee         | Nick Blaemire             | Aaron Cobos         |

* Excepto en el caso de Jesús y Juan Bautista / Judas, los personajes se identifican por la canción principal que interpretan como solistas.

## Grabaciones
Existen multitud de álbumes interpretados en sus respectivos idiomas por los elencos de las diferentes producciones que se han estrenado a lo largo de todo el mundo, además de la banda sonora de la versión cinematográfica y numerosas grabaciones de estudio.

## Premios y nominaciones

### Producción original de Broadway
| Año  | Premio     | Categoría             | Nominado         | Resultado |
| ---- | ---------- | --------------------- | ---------------- | --------- |
| 1977 | Tony Award | Mejor música original | Stephen Schwartz | Ganador   |

### Producción española de 2022
| Año  | Premio                    | Categoría                          | Nominado       | Resultado |
| ---- | ------------------------- | ---------------------------------- | -------------- | --------- |
| 2023 | Premio del Teatro Musical | Mejor musical                      | Mejor musical  | Nominado  |
| 2023 | Premio del Teatro Musical | Mejor dirección de escena          | Emilio Aragón  | Nominado  |
| 2023 | Premio del Teatro Musical | Mejor coreografía                  | Carmelo Segura | Nominado  |
| 2023 | Premio del Teatro Musical | Mejor diseño de iluminación        | Juanjo Llorens | Nominado  |
| 2023 | Premio del Teatro Musical | Interpretación destacada masculina | Aaron Cobos    | Nominado  |